# Северин (тврђава)
Северин (Castello Serauanche,castrum Serverin,civitate Severino,Seuerino in Polimie) је тврђава у Србији чији се остаци, у народу познати као Јеринин Град, налазе око 2 km јужно од данашњег Сјеверина код Прибоја. Смештени су на окомитом узвишењу (око 750 m нмв) изнад клисуре речице Сутјеске, леве притоке Лима. Он се у изворима јавља као утврђење херцега Стефана Вукчића Косаче, у повељама Алфонса V (1442—1458), из 1444. и 1454.годин, Фридриха III (1452—1493), из 1448. године и једном дубровачком документу из 1449. године, али се не зна када је подигнут. Његов задатак био је да контролише пут долином Лима односно путне правце који су Дрину повезивали са Пљевљима и Пријепољем.

## Остаци утврђења
Северин има основу неправилног троугла, површине око пола хектара, чије стране формирају два бедема (дужине 57 и око 96 m) и провалија на истоку, која се готово вертикално спушта ка Сутјесци. Дебљина бедема је 1,6 m, а њихова висина је на појединим местима и до 4,5 m.Донжон кула, округле основе, налази се на споју два бедема и њени зидови су данас опстали у висини између 5 и 12 m. Дебљина њених зидова је око 2.4 метра, површина 80 m, док се у њеној унутрашњости виде удубљења за греде (ширине око 30 cm) које су носиле спратне конструкције. Као додатну заштиту, тврђава Северин је имали и суви шанац.
Јужно од тврђаве у склопу гробља засеока Пристоје (Присоје), налази се некропола из средњег века, која садржи неколико стећака. Два су украшена рељефним орнаментима, док се још један слично украшен налази изван некрополе, недалеко од рушевина тврђаве.